# Campylopus asperulus
Campylopus asperulus là một loài rêu trong họ Dicranaceae. Loài này được Mitt. Kindb. mô tả khoa học đầu tiên năm 1883.